# Prionyx nigropectinatus
Prionyx nigropectinatus är en biart som först beskrevs av Taschenberg 1869.  Prionyx nigropectinatus ingår i släktet Prionyx och familjen grävsteklar. Inga underarter finns listade i Catalogue of Life.